# Akira Kaji
Akira Kaji (jap. 加地亮 Kaji Akira; ur. 13 stycznia 1980 w Hyogo) – japoński piłkarz grający na pozycji prawego obrońcy.

## Kariera klubowa
Kaji urodził się w Hyogo. Piłkarską karierę rozpoczął w klubie Cerezo Osaka, w barwach której zadebiutował w 1998 w J-League. W Cerezo występował przez 2 sezony, jednak nie miał miejsca w wyjściowej jedenastce i na lata 2000–2001 został wypożyczony do drugoligowej Oity Trinity. W Oicie z powodzeniem grał w pierwszym składzie, był czołowym zawodnikiem drużyny, ale nie wywalczył z nią awansu. W 2002 roku Kaji wrócił do 1. Division J-League i nowym jego klubem został stołeczny zespół FC Tokio. Trener tego zespołu, Hiromi Hara, zaczął ustawiać Kajiego bardziej ofensywnie i ten stał się jednym z najlepszych skrzydłowych w lidze japońskiej. W Tokio spędził 4 lata, ale najlepszym z nich był rok 2003, gdy zajął z FC 4. miejsce w lidze. W 2006 roku Kaji przeszedł do Gamby Osaka i także wywalczył w niej miejsce w składzie. Zajął z nią 3. miejsce w lidze i został wybrany do Najlepszej Jedenastki Sezonu w J-League.
| Sezon | Klub         | Kraj    | Rozgrywki          | Mecze | Bramki |
| ----- | ------------ | ------- | ------------------ | ----- | ------ |
| 1998  | Cerezo Osaka | Japonia | J-League           | 17    | 1      |
| 1999  | Cerezo Osaka | Japonia | J-League           | 9     | 0      |
| 2000  | Oita Trinita | Japonia | J-League (2. Div.) | 37    | 3      |
| 2001  | Oita Trinita | Japonia | J-League (2. Div.) | 47    | 0      |
| 2002  | FC Tokyo     | Japonia | J-League           | 27    | 1      |
| 2003  | FC Tokyo     | Japonia | J-League           | 22    | 0      |
| 2004  | FC Tokyo     | Japonia | J-League           | 22    | 0      |
| 2005  | FC Tokyo     | Japonia | J-League           | 25    | 0      |
| 2006  | Gamba Osaka  | Japonia | J-League           | 29    | 1      |
| 2007  | Gamba Osaka  | Japonia | J-League           |       |        |
|       |              |         | Łącznie w J-League | 151   | 3      |

## Kariera reprezentacyjna
W 1999 roku Kaji wystąpił z młodzieżową reprezentacją Japonii w Młodzieżowych Mistrzostwach Świata w Nigerii. Tam zagrał we wszystkich meczach, także w przegranym 0:4 finale z Hiszpanią, po którym został wicemistrzem świata.
W pierwszej reprezentacji Kaji zadebiutował 8 października 2003 roku w wygranym 1:0 meczu z Tunezją. W 2004 roku Akira został powołany przez selekcjonera Zico do kadry na Puchar Azji 2004. Był podstawowym zawodnikiem drużyny i jednym z ulubieńców trenera reprezentacji, a z Japonią wywalczył mistrzostwo Azji, występując w wygranym 3:1 finale z Chinami. W 2005 roku Kaji wziął udział w Pucharze Konfederacji, na którym z Japonią zajął 3. miejsce w grupie.
W 2006 roku Zico powołał Kajiego na finały Mistrzostwa Świata w Niemczech. Kaji zagrał na nich w 2 meczach grupowych: zremisowanym 0:0 z Chorwacją oraz przegranym 1:4 z Brazylią, ale Japonia nie wyszła wówczas ze swojej grupy.